# Conectado (EP de Christian Chávez)
Conectado é o terceiro extended play do ator e cantor mexicano Christian Chávez. Foi lançado dia 10 de outubro de 2018, voltado exclusivamente
ao mercado brasileiro. O projeto é composto por quatro faixas e conta com as participações especiais de Li Martins, Lexa e Gustavo Mioto.
O funkeiro Nego do Borel também havia sido anunciado como um dos convidados para o projeto, mas por motivos desconhecidos, ficou de fora.
As composições das canções são do próprio Christian em parceria com consagrados produtores de Miami, nos Estados Unidos.

## Singles e Lançamentos
Lançado dia 25 de setembro de 2018, El Ladrón foi o primeiro single do projeto. A faixa alcançou o top do iTunes Brasil.
A faixa Quédate foi lançada como segundo single do EP. O dueto com o cantor brasileiro Gustavo Mioto foi disponibilizado nas plataformas digitais dia 6 de outubro de 2018, e também se tornou nº1 no ranking pop do iTunes no Brasil.
No dia 19 de outubro de 2018, estreou na conta oficial do cantor no YouTube, o videoclipe da faixa Conectar, em parceria com a cantora Lexa. Com direção de Elder Gatelly, a gravação do videoclipe aconteceu em uma mansão localizada em Alto de Pinheiros, zona oeste de São Paulo.

## Divulgação
Christian participou do Programa The Noite com Danilo Gentili no dia 10 de outubro de 2018. Além da entrevista, o artista performou a faixa El Ladrón.
No dia 13 de outubro de 2018, Christian fez um show em São Paulo para lançar o projeto, tendo como convidada especial a cantora Lexa.

## Lista de Faixas
| Conectado      |                               |                                                        |         |  |
| N.º            | Título                        | Compositor(es)                                         | Duração |  |
| 1.             | "El Ladrón"                   | Iberê Fortes Carla Aponte Luis Medina Rafael Rodriguez | 2:51    |  |
| 2.             | "Tóxico (com Li Martins)"     | Christian Chávez                                       | 2:50    |  |
| 3.             | "Conectar (com Lexa)"         | Fortes Aponte Ender Zambrano Yasmil Marrufo            | 3:34    |  |
| 4.             | "Quédate (com Gustavo Mioto)" | Fortes Aponte Zambrano                                 | 3:23    |  |
| Duração total: | Duração total:                | Duração total:                                         | 12:39   |  |

## Histórico de lançamento
| País   | Data                  | Formato          |
| ------ | --------------------- | ---------------- |
| Brasil | 10 de outubro de 2018 | download digital |